# Кладбище заслуженных (Закопане)
 Памятник культуры Малопольского воеводства: регистрационный номер А-119/M от  7 декабря 1931 года.
Кладбище заслуженных или Старое кладбище, Кладбище на Пенсковым Бжиску (пол. Cmentarz Zasłużonych na Pęksowym Brzyzku, Starym cmentarz) — кладбище, находящееся в городе Закопане, Малопольское воеводство, Польша. Находится на улице Косьцельской. Первоначально некрополь назывался «Кладбищем на Пенсковым Бжиску» (позднее — «Старое кладбище»). С 20-х годов XX столетия на кладбище стали хоронить известных личностей, сыгравших важную роль в культурной и общественной жизни Закопане, Подгалья и оно постепенно приобрело название «Кладбище заслуженных». Памятник Малопольского воеводства.

## История
Старое кладбище в Закопане было основано в первой половине XIX века и оно называлось «Кладбищем на Пенсковым Бжиску». Название кладбища произошло от имени Яна Пенксы, который подарил городу участок земли для строительства кладбища и диалектного слова гуралей «brzyzek» (урочище над потоком).
7 декабря 1931 года некрополь был внесён в реестр памятников Малопольского воеводства (№ А-1109/M).

## Описание
На территории кладбища находится около 500 захоронений, среди которых около половины захоронения известных личностей. Некрополь окружён высокой каменной стеной. Почти все могилы имеют оригинальный вид. Многие надмогильные памятники, являясь произведениями искусства, были изготовлены в мастерской скульптора Владислава Гасиора.
С левой стороны от входа находится деревянная церковь Пресвятой Девы Марии Ченстоховской, которая была построена в 1852 году.

## Известные личности, похороненные на кладбище
- Гётель, Фердинанд (1890—1960) — польский писатель;
- Длуский, Казимир (1855—1930) — революционер, дипломат, врач—пульмонолог;
- Заруский, Мариуш (1867—1941) — писатель, мореплаватель и путешественник;
- Кшептовский, Ян (1809—1884) — гуральский народный поэт;
- Макушинский, Корнель (1884—1953) — польский прозаик, поэт;
- Марусаж, Станислав (1913—1993) — польский спортсмен, прыгун с трамплина;
- Марусажувная, Гелена (1918—1941) — польская спортсменка;
- Оркан, Владислав (1975—1930) — польский писатель;
- Пшерва-Тетмайер, Казимеж (1865—1940) — польский писатель, драматург;
- Рациборский, Мариан (1863—1917) — польский ботаник;
- Стрыенский, Кароль (1887—1932) — польский архитектор, скульптор, график, публицист, педагог.
- Халубинский, Титус (1820—1888) — польский краевед.

## Галерея
- Ворота кладбища
- Церковь Пресвятой Девы Марии Ченстоховской
- Небольшая часовня
- Надмогильный памятник
- Общий вид